# النساء في الخدمة العسكرية حسب البلد
| النساء في عالم الجيش غير مسموح للنساء في الجيش مسموح للنساء في الجيش (لا معلومات أخرى متوفرة) مسموح للنساء في الجيش ولكن بدون مساواة (على سبيل المثال غير مسموح لهن بالخطوط الأمامية في القتال) مسموح للنساء في الجيش وهناك مساواة خدمة عسكرية إلزامية للنساء لا معلومات متوفرة، أو لا قوات مسلحة، أو لا حكومة مستقرة |

خريطة العالم تبين مشاركة المرأة في القوات المسلحة لكل دولة

يتضمن التاريخ الحديث للتغييرات في أدوار المرأة تواجدها في الخدمة العسكرية. وتسمح كل دول العالم بمشاركة المرأة في الجيش بشكل أو بآخر. وفي عام 2018 بدأت دولتان بتجنيد النساء والرجال بالشروط الرسمية نفسها: النرويج والسويد. وعدد قليل من البلدان الأخرى لديها قوانين لتجنيد النساء في القوات المسلحة، ولكن مع بعض الاختلاف مثل الاستثناءات ومدة الخدمة وأمور أخرى. وبعض البلدان لا تمارس التجنيد الإجباري ولكن قد يخدم الرجال والنساء على أساس طوعي في ظل ظروف متساوية. وكانت ألينكا إيرمنك أول امرأة تتولى قيادة القوات المسلحة في أي من الدول الأعضاء في الناتو، بعد أن شغلت منصب رئيس الأركان العامة للقوات المسلحة السلوفينية بين عامي 2018 و2020.

## أفريقيا

### الجزائر
كان لوجود المجندات في الجيش الجزائري أهمية حاسمة خلال الثورة الجزائرية ضد الاستعمار الفرنسي؛ وكانت بعض المقاتلات من أبرز رموز جبهة التحرير الوطني.
جرت ترقية فاطمة الزهراء عرجون إلى رتبة جنرال، وهي المديرة العامة لمستشفى عين النعجة العسكري، وهي أول امرأة في الجيش الوطني الشعبي الجزائري  - وفي العالم العربي - تصل إلى هذه الرتبة. وبعد ثلاث سنوات أصبحت فاطمة بودواني ثاني امرأة يجري ترقيتها إلى رتبة لواء في الجيش الوطني الجزائري، وتبعتها ثلاث نساء أخريات في عام 2015، الأمر الذي جعل الجزائر الدولة العربية التي تضم أكبر عدد من قائدات الجيش برتب عالية. كما جرت ترقية أربع جنرالات إلى رتبة لواء.
تعكس ترقية عرجون اتجاهًا متناميًا لتولي المرأة الجزائرية مناصب أكثر بروزًا في القوات، ولا سيما في الشرطة والجيش. وتفتخر الجزائر بوجود أكبر عدد من ضابطات الشرطة النسائية في العالم الإسلامي. وأصبحت مكانة المرأة في الجيش مساوية لمكانة الرجل بموجب مرسوم صدر في 28 فبراير عام 2006، وكسرت ترقيات الجيش للنساء منذ عام 2009 حتى عام 2015 أحد المحرمات الواضحة. ووضع الجيش منذ ذلك الحين إطارًا سياسيًا رسميًا لتكافؤ الفرص وبُذلت جهود لتطبيقه.
منذ عام 2005 وقع بوتفليقة تحت ضغوط لسن المزيد من التغييرات لصالح حقوق المرأة.

### إريتريا
لعبت المجندات في إريتريا دورًا رئيسيًا في كل من الحرب واستقلال إريتريا والنزاع الحدودي مع إثيوبيا. وخلال حرب الاستقلال الإريترية، وكانت نسبة النساء أكثر من 30% من العسكريين الإريتريين. وخدمن في عمليات قتالية مباشرة.
إريتريا هي واحدة من الدول القليلة في العالم حيث تقاتل النساء إلى جانب الرجال. ويُطلب إلى الرجال والنساء على حد سواء المشاركة في الخدمة الوطنية، والتي تشمل ستة أشهر من التدريب العسكري. من خلال العيش جنبًا إلى جنب في المعسكرات العسكرية، ويتعلم الرجال والنساء التعامل مع الأسلحة ودراسة التكتيكات العسكرية وتقنيات البقاء.

### غامبيا
لا يوجد تجنيد إجباري للجنسين في القوات المسلحة الغامبية، والنساء أحرار في التطوع في القوات المسلحة. وفي عام 2011 جرى تكريم أول جنرال امرأة في الجيش في غامبيا.

### ليبيا
تمتلك ليبيا مجندات يخدمن في القوات المسلحة. كما يجري اتباع التجنيد للإناث. وكان الحرس الشخصي لمعمر القذافي يتألف من وحدة قوامها 200 امرأة، وتسمى بشكل مختلف «الراهبات الخضر» و«الأمازونيات»، أو الاسم الأكثر شيوعًا في ليبيا «الراهبات الثوريات».

### مالي
تشارك النساء في الجيش في مالي.

### موريتانيا
خدمت النساء في الجيش في موريتانيا منذ 11 يوليو عام 2007.

### الصومال
خدمت النساء في الجيش الصومالي منذ عام 2014 على الأقل.

### جنوب أفريقيا
تتمتع المرأة في جنوب أفريقيا بتاريخ طويل من الخدمة في قوات الدفاع الجنوب أفريقية (إس إيه دي إف) وفي قوات الدفاع الوطني الجنوب أفريقية الحديثة (إس إيه إن دي إف). وخدمت النساء في الحرب العالمية الأولى والحرب العالمية الثانية في أدوار مساعدة في قوات الدفاع الجنوب أفريقية وجرى تكليفهن بأدوار فعالة غير قتالية بعد عام 1970. وفي عام 1914 أنشأ الجيش خدمة تمريض تطوعية وأرسلت 328 ممرضة للعمل مع قوات جنوب أفريقيا في أوروبا وشرق أفريقيا في الحرب العالمية الأولى. وبدأت خدمة الجيش المساعد للنساء في قبول المجندات عام 1916. وقدر المسؤولون أن المتطوعات النساء قد أعفين 12000 رجل من القتال في الحرب العالمية الأولى من خلال تولي واجبات كتابية وغيرها. وخلال الحرب العالمية الثانية كان لدى جنوب أفريقيا خمس منظمات خدمية للنساء - خدمة التمريض العسكرية في جنوب إفريقيا، والنساء الملحقات بالجيش، والبحرية، والقوات الجوية، والشرطة العسكرية.
خلال أواخر السبعينيات والثمانينيات من القرن العشرين كانت النساء نشطات في منظمات الدفاع المدني وكان يجري تدريبهن كجزء من التعبئة العامة للبلاد ضد الهجمات المحتملة. ومثلًا في عام 1989 قدم برنامج الدفاع المدني في جوهانسبرج تدريبًا ضم نحو 800 متطوع في الدفاع المدني، نصفهم تقريبًا من النساء. وتضمنت هذه الدروس موضوعات مثل التدريب على أسلحة الدفاع عن النفس، وإجراءات مكافحة الشغب، والسيطرة على حركة المرور والحشود، والإسعافات الأولية، ومكافحة الحرائق. كما تلقى عدد غير معلن من النساء تعليمات حول تقنيات مكافحة التمرد وعمليات الكوماندوز. وخدمت النساء أيضًا في العناصر العسكرية لميليشيات التحرير في السبعينيات والثمانينيات من القرن العشرين، وجرى قبول النساء في الجناح العسكري للمؤتمر الوطني الأفريقي رمح الأمة (المعروف أيضًا باسم أومكهونتو- إم كيه) طوال فترة الكفاح ضد الفصل العنصري.
في عام 1995 جرى دمج النساء من جميع الأعراق في قوات الدفاع الوطني الجنوب أفريقية، وعُينت الضابط العميد جاكي سيديبي للإشراف على تنفيذ سياسات قوات الدفاع الوطني الجنوب أفريقية الجديدة المتعلقة بمعاملة المرأة. وجرت ترقية النساء إلى رتبة ضابط صف وعميد في القوة الدائمة بحلول أوائل التسعينيات من القرن العشرين، ولكن عشر نساء فقط وصلن إلى رتبة عقيد في القوات المسلحة في عام 1994. وفي عام 1996 أصبحت العميد سيديبي أول امرأة في الجيش تجري ترقيتها إلى رتبة لواء. ولا تزال المواقف الثقافية المنتشرة في تسعينيات القرن العشرين تعارض فكرة مشاركة المرأة في القتال، لكن المسؤولين يناقشون طرقًا لتخصيص نصيب عادل للمرأة من المناصب القيادية في الجيش. وفي عام 2011 أصبح ما يقرب من نسبة 26.6% من العسكريين النظاميين أو ما يزيد قليلًا عن ربع قوة الدفاع الوطني الجنوب أفريقية من الإناث.

### جنوب السودان
تشارك النساء في الجيش في جنوب السودان. وقد جرت ترقية بعض النساء في جيش جنوب السودان إلى رتبة عقيد، وأمضين في الخدمة مدة 25 عامًا أو أكثر.